# Ruben Östlund
Pour les articles homonymes, voir Östlund.
Ruben Östlund, né le 13 avril 1974 à Styrsö (Göteborg), est un réalisateur, scénariste, monteur, producteur et directeur de la photographie suédois.
Il fait partie des rares réalisateurs ayant remporté deux Palmes d'or, pour The Square en 2017 puis pour Sans filtre en 2022.

## Biographie
À l'origine réalisateur de films sur le ski, Ruben Östlund réalise à partir de 2004 des longs métrages de fiction, dont Gitarrmongot (sv) (2004), Happy Sweden (2008) et Play (2011).
En 2014, il présente son film Snow Therapy dans la catégorie Un certain regard au festival de Cannes.
Avec The Square en 2017, il acquiert une reconnaissance internationale en recevant la Palme d'or lors du festival de Cannes.
En mai 2022, il remporte pour la seconde fois la Palme d'or au Festival de Cannes pour Sans filtre, devenant le neuvième cinéaste doublement palmé.

### Thématiques
Ruben Östlund conçoit un cinéma provocateur, malaisant, cynique, pour refléter ses contemporains,,,.

### Festivals
En 2018 il est membre du jury du Festival international du film de Pékin. 
En décembre 2018, il préside le jury du 10e festival de cinéma européen des Arcs.
En 2019 il préside le jury du 25e Festival du film de Sarajevo. 
En février 2023, il est choisi pour présider le jury de la 76e édition du festival de Cannes. Il succède à Vincent Lindon qui lui avait remis sa seconde Palme d'or.

### Engagements
En mai 2025, il compte parmi les signataires d'une pétition de personnalités du cinéma dénonçant le silence du monde de la culture face au « génocide à Gaza ».

## Filmographie

### Cinéma
- 2004 : Gitarrmongot (en)
- 2008 : Happy Sweden (De ofrivilliga)
- 2011 : Play
- 2014 : Snow Therapy (Turist, alternativement intitulé Force majeure lors du Festival de Cannes)
- 2017 : The Square
- 2022 : Sans filtre (Triangle of Sadness)
- Prochainement : The Entertainment System Is Down

### Courts-métrages
- 2000 : Låt dom andra sköta kärleken
- 2002 : Familj igen
- 2005 : Scène 6882 de ma vie (sv) (Scen nr: 6882 ur mitt liv)
- 2006 : Nattbad
- 2010 : Incident bancaire (Händelse vid bank) (12 minutes)

## Récompenses et distinctions

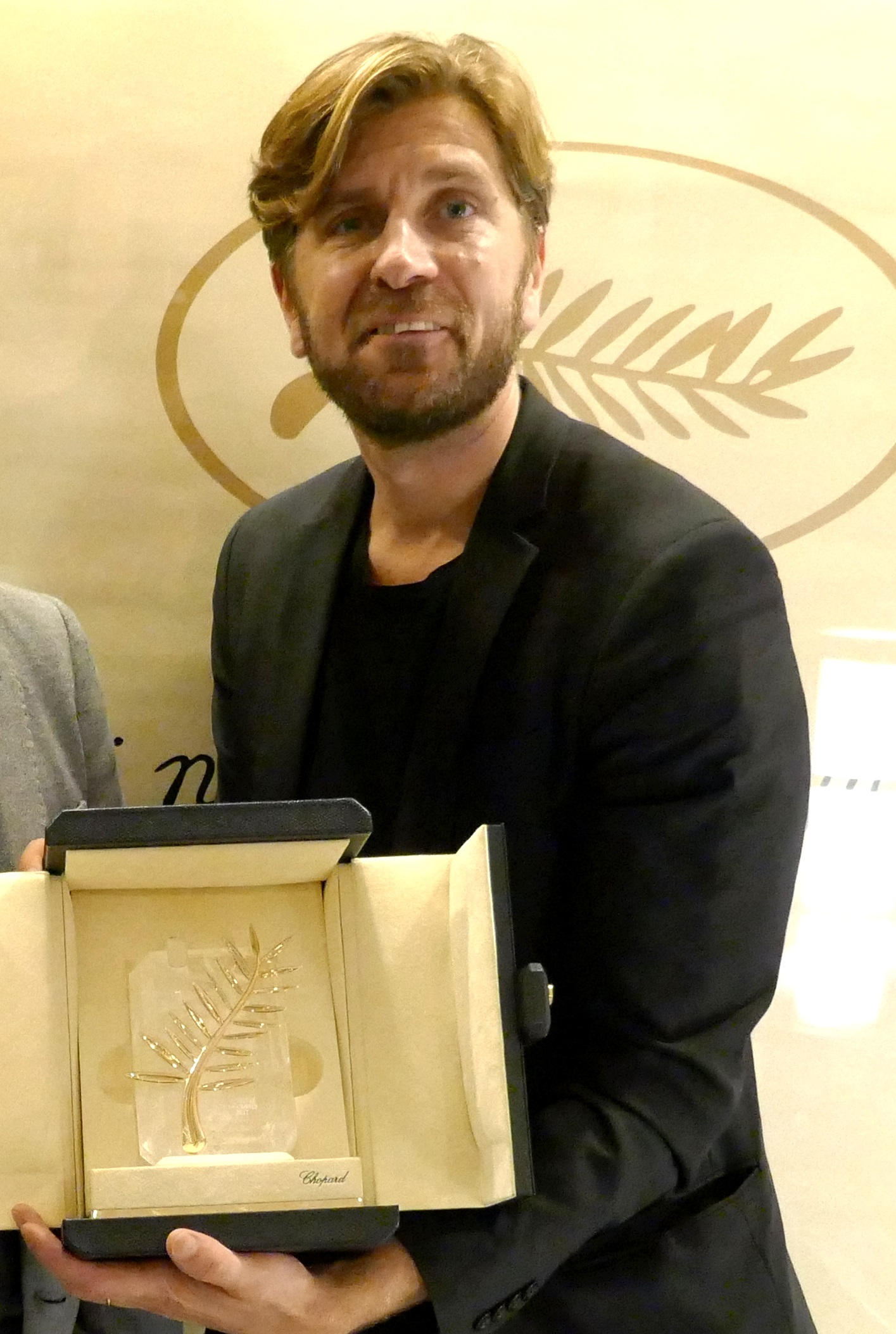
Rüben Ostlund et sa Palme d'or obtenue pour The Square.

### Récompenses
- Festival international du film de Moscou 2005 : prix FIPRESCI pour The Guitar Mongoloid (en)
- Berlinale 2010 : Ours d'or du court métrage pour Incident bancaire
- Festival international du film de Tokyo 2011 : Lauréat du Prix du meilleur réalisateur pour Play (2011).
- Festival de Cannes 2014 : Lauréat du Prix du jury de la section Un certain regard pour Snow Therapy (Turist) (2014).
- Prix Guldbagge 2015 : Guldbagge Award du meilleur réalisateur pour Snow Therapy (Turist) (2014).
- Festival de Cannes 2017 : Palme d'or pour The Square (2017).
- Festival de Cannes 2022 : Palme d'or pour Sans filtre (2022).
- Prix du cinéma européen 2022 : Meilleure réalisation et Meilleur scénariste pour Sans filtre (2022).

### Nominations
- Oscars 2023 : Meilleur film, meilleure réalisation et meilleur scénario original pour Sans Filtre (2022).
- César 2023 : Meilleur film étranger pour Sans filtre (2022).

### Sélections
- Festival de Cannes 2008 : sélection Un certain regard pour Happy Sweden
- Festival de Cannes 2011 : séance « Coup de cœur » pour Play

## Distinctions
- Médaille de Sa Majesté le Roi